# Lorditomaeus opatroides
Lorditomaeus opatroides är en skalbaggsart som beskrevs av Johann Christoph Friedrich Klug 1855. Lorditomaeus opatroides ingår i släktet Lorditomaeus och familjen Aphodiidae. Inga underarter finns listade i Catalogue of Life.